# آبشار سکنیک
آبشار سکنیک (به انگلیسی: Scenic Falls) آبشاری است که در همیلتون (انتاریو)، کانادا واقع شده و ارتفاع کلی ریزشگاه آن ۱۸ متر (۵۹ فوت) است.